# رودخانه جاجرود

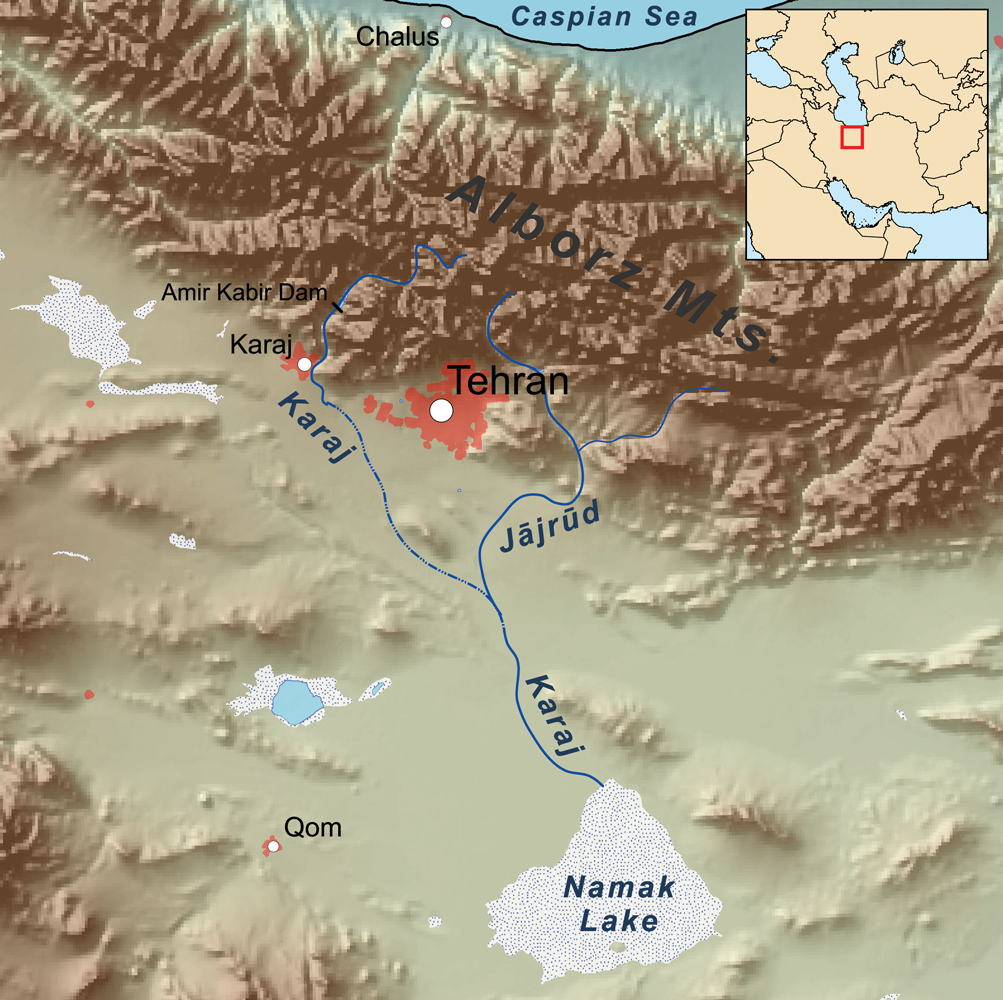
جاجرود و رود کرج در دشت‌های جنوب تهران به هم پیوسته و به دریاچه نمک می‌ریزند.

رودخانهٔ جاجرود، رودخانه‌ای در استان تهران است که از ارتفاعات البرز سرچشمه می‌گیرد و در انتها به دریاچه نمک ختم می‌شود. 
رودخانه جاجرود از کوه‌های کلون بستک در شمال روستای دربندسر سرچشمه می‌گیرد و در دریاچه سد لتیان طغیان می‌کند. سپس از میان شهر جاجرود عبور کرده و در جنوب تهران به رودخانه کرج می‌پیوندد. 
شاخه هایی از فشم، میگون، دماوند و آهار به این رود می‌ریزند.

## ریشهٔ نام
جاجرود نام خود را از محلهٔ بسیار قدیمی و تاریخی جائیج یا جاج واقع در شهر لواسان گرفته‌است. جاج یا جائیج در شمال این رودخانه واقع است. جائیج در روزگار باستان شهری کوچک یا قصبه‌ای بزرگ بوده که از سایر مناطق شهر لواسان آبادتر بوده‌است و این آبادی قدمتی دوچندان دارد که پس از یورش مغولان به کلی نابود شد و تا چند قرن خالی از سکنه بود. از سرچشمه‌های این رود در بخش لواسانات و بخش رودبار قصران تا انتهای این رود، که از ورامین نیز می‌گذرد، هیچ قصبه، روستا یا مکانی به این نام جز در شهر لواسان وجود ندارد.